# Varennes-Vauzelles
Varennes-Vauzelles ist eine französische Stadt mit 9166 Einwohnern (Stand 1. Januar 2022) im Département Nièvre in der Region Bourgogne-Franche-Comté. Sie ist die drittbevölkerungsreichste Gemeinde im Département Nièvre. Die Gemeinde gehört zur Communauté d’agglomération de Nevers.

## Geografie
Die Gemeinde liegt in der Mitte Frankreichs und ist eine nördliche Vorstadt von Nevers.
Die Gemeinde besitzt seit 1861 einen Haltepunkt an der Bahnstrecke Moret-Veneux-les-Sablons–Lyon-Perrache, der von Zügen des TER Bourgogne-Franche-Comté der Verbindung Cosne-sur-Loire–Nevers bedient wird. Die kürzeste Reisezeit nach Paris-Bercy beträgt ca. 3h30.

## Geschichte
Ursprünglich war Varennes-Vauzelles eine ländliche Gemeinde. 1912 errichtete eine Gesellschaft im Ort Vauzelles eine Lokomotivenwerkstatt. Damit wandelte sich die landwirtschaftlich geprägte Gesellschaft zur modernen Industriegesellschaft. Zwischen 1921 und 1930 entstanden 350 Häuser, die zur Gartenstadt wurden.
In der Gemeinde waren seit Juni 1940 im Lager für "feindliche Ausländer", damals genannt camps des travailleurs volontaires du Clos Saint-Joseph, im aufgelassenen Château de Vernuche, heute rue Colette, für einige Monate bis zu 300 Personen interniert, darunter Walter Benjamin, Hans Sahl, Hermann Kesten, Hans Fittko, Ehemann von Lisa Fittko. Benjamin plante hier eine Literaturzeitschrift "Bulletin de Vernuche. Journal des travailleurs du 54e régiment".
1969 wurde die Gemeinde von Varennes-les-Nevers in Varennes-Vauzelles umbenannt. In den 1950er- und besonders in den 1970er-Jahren entstanden weitere neue Siedlungen.

## Demografie

### Bevölkerungsentwicklung
| Jahr                       | 1962 | 1968 | 1975 | 1982   | 1990   | 1999   | 2008 | 2020 |
| Einwohner                  | 6363 | 8025 | 8552 | 10.071 | 10.602 | 10.210 | 9439 | 9195 |
| Quellen: Cassini und INSEE |      |      |      |        |        |        |      |      |

### Altersstruktur
21 Prozent der Bevölkerung sind 19 Jahre alt oder jünger. Neun Prozent der Bevölkerung sind 75 Jahre alt oder älter.

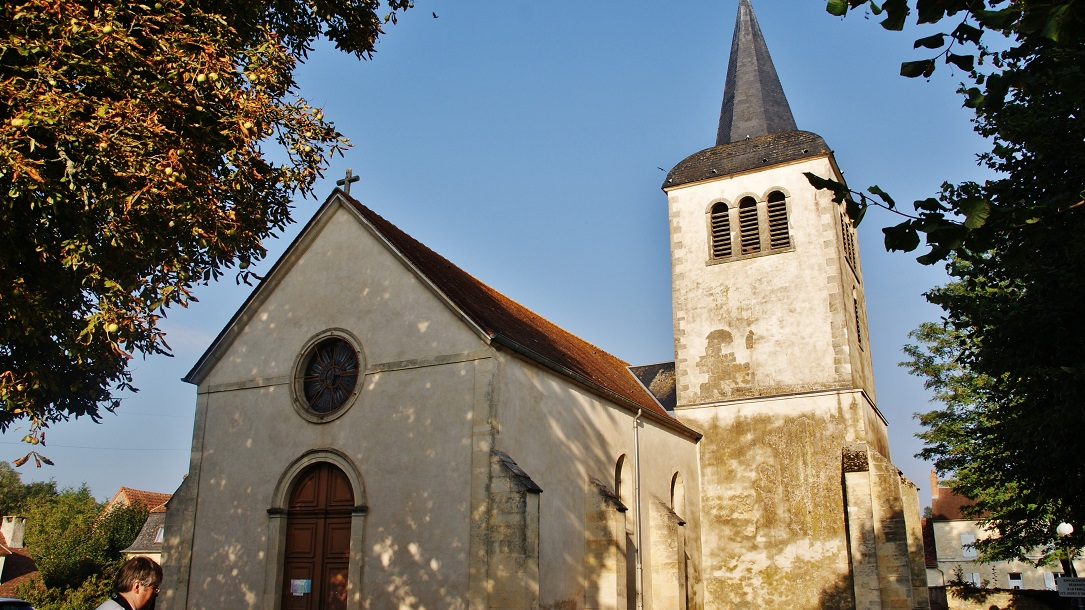
Kirche Saint-Sulpice
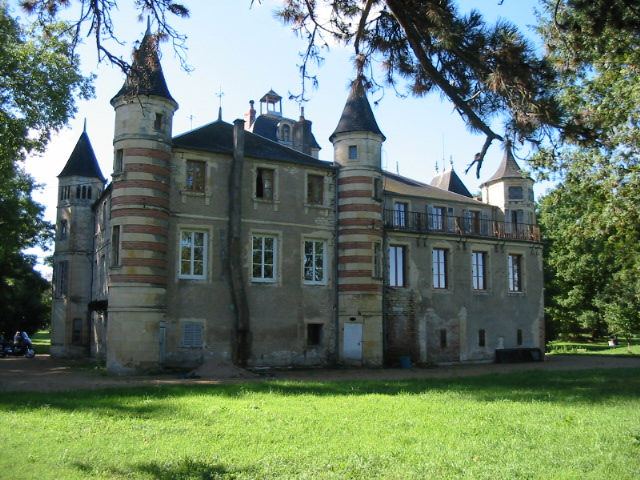
Schloss Four de Vaux
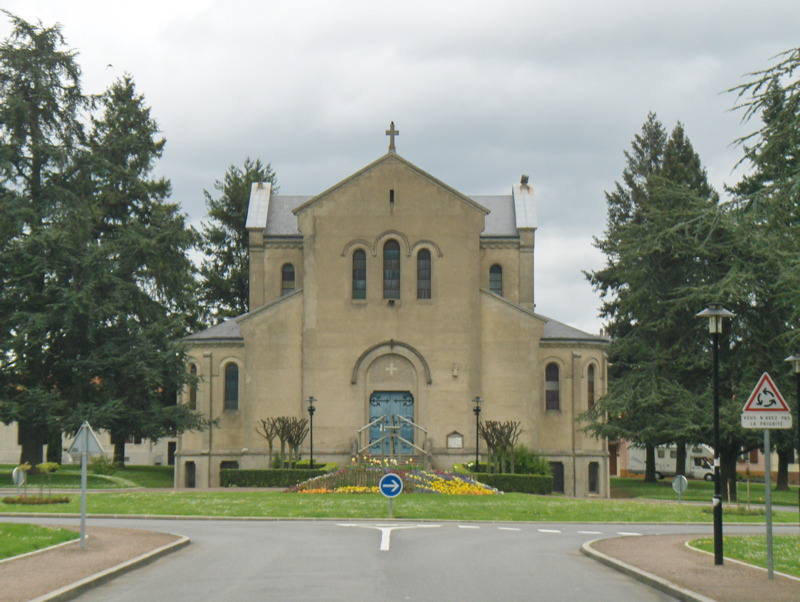
Kirche Notre-Dame in der Siedlung Cité Vauzelles
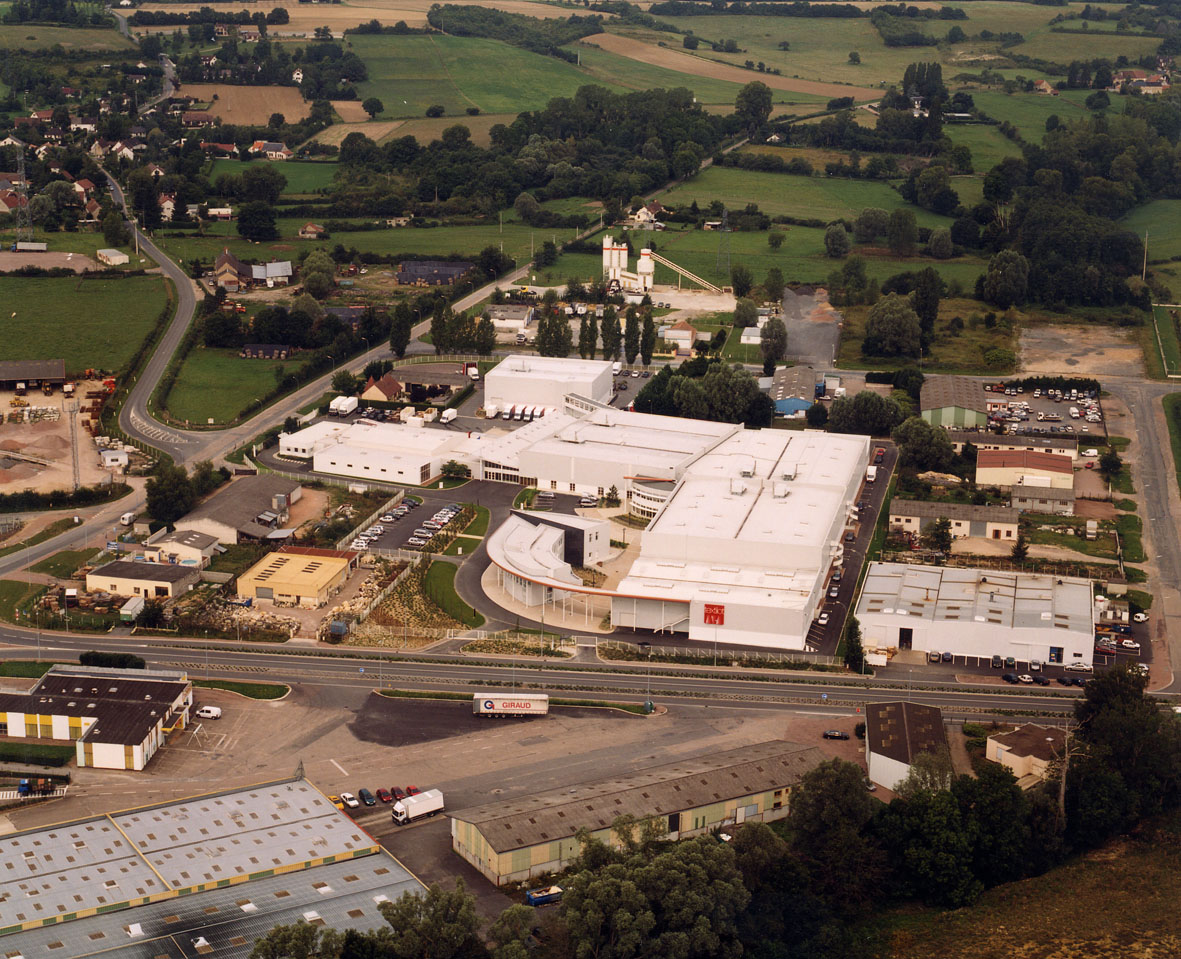
Gewerbegebiet in Varennes-Vauzelles / Garchizy mit der Firma „Textilot“ im Vordergrund